# Géza Mihaloczy
Podplukovník Géza Mihaloczy (20. dubna 1825, Rakouské císařství – 11. března 1864, Buzzard Roost) byl americký vojenský důstojník uherského původu a zakladatel Slovanské Lincolnovy střelecké roty.

## Životopis
Géza Mihaloczy se narodil 20. dubna 1825 v Rakouském císařství, není ovšem jisté, zda na území dnešního Slovenska či Maďarska. V letech 1839 až 1842 studoval vojenskou školu ve Vídni. Poté sloužil ve 33. pěším pluku uherské armády jako rytmistr. Účastnil se Maďarské revoluce 1848, například přímo bitvy o Pákozd.
Po tomto povstání emigroval do Velké Británie, kde roku 1851 spoluzaložil Maďarskou sociálně demokratickou společnost v Londýně. Poté odjel do Spojených států amerických, kde žil v Chicagu. Zde působil jako sluha u doktora Františka Valenty. Roku 1860 založil vojenskou jednotku nazvanou Slovanská setnina a napsal prezidentu Abrahamu Lincolnovi žádost o pojmenování této jednotky po něm. Ten mu žádost odsouhlasil a v únoru 1861 byla jednotka přejmenována na Slovanskou Lincolnovu střeleckou rotu.
Když byli 21. dubna 1861 povoláni do frontové linie, z Chicaga odešlo pouze 12 lidí. Mihaloczy byl během občanské války povýšen do funkce podplukovníka (lieutenant colonel) a stal se velitelem 24. pěšího pluku v Illinois.
Géza Mihaloczy zemřel v bitvě u Buzzard Roost a je pohřben na hřbitově v Chattanooga.